# Kingmatille (buurtschap)
Kingmatille (Fries: Keimpetille) is een buurtschap in de gemeente Waadhoeke, in de Nederlandse provincie Friesland. De plaats ligt tussen Franeker en Dronrijp aan het van het Van Harinxmakanaal in het dorpsgebied van Zweins.
Volgens het Kadaster bestond de buurtschap in 2024 uit 14 adressen aan de noordzijde van het kanaal aan de weg Kingmatille. Oorspronkelijk werden ook zes panden in het dorpsgebied van Dronrijp ten zuiden van het kanaal tot de buurtschap gerekend. Hieronder valt tevens de molen Kingmatille. Deze windmolen aan de Hatsumeropvaart uit 1870 is gelegen in de polder van Hatsum.

## Geschiedenis

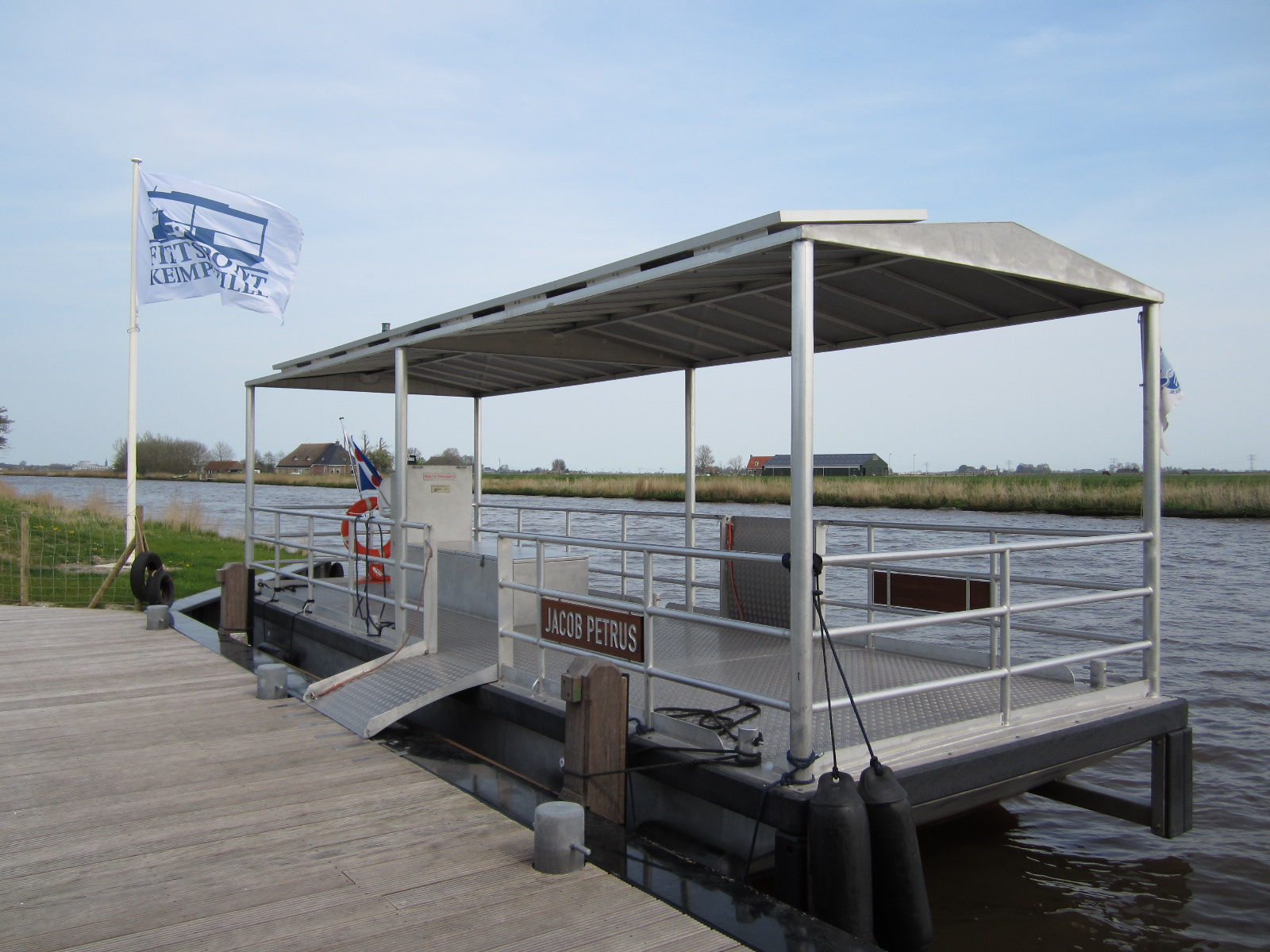
Veerpont

De buurtschap is ontstaan bij een vaste brug over de Harlinger trekvaart en werd Kingma Tille en soms ook Keimpe Tille genoemd. De brug lag dichtbij de Kingmastate.
De Kingmastate lag ten zuiden van Zweins en werd voor het eerst genoemd in de 17e eeuw, maar is waarschijnlijk ouder. De state was twee bouwlagen hoog, zeven raamvensters lang en had twee evenwijdige vleugels. De state werd in 1864 afgebroken.
De state stond op de plaats van een terpnederzetting. De nederzetting werd onder andere aangeduid als Kinghum in 1413, als Kenghem In 1514, als Kingum in 1546 en rond 1700  en als Kyngum in 1653. De naam betekent zoveel als woonplaats van de persoon Kuna of Kuni.
In de 19e eeuw was de vaste brug een ophaalbrug geworden. Door de verbreding van de trekvaart tot het huidige Van Harinxmakanaal werd de brug in 1947 afgebroken en vervangen door een veerpont. Deze pont werd in 1963 uit de vaart genomen wegens te hoge kosten. In de zomer van 2011 werd het fiets- en voetveer Keimpetille (met de pont Jacob Petrus, varend op zonne-energie) in gebruik genomen.